# Bent Løfqvist
Bent Løfqvist-Hansen (n. 26 februarie 1936, Copenhaga, Danemarca – d. 14 aprilie 2022, Odense, Danemarca) a fost un fotbalist danez care a jucat pe postul de atacant. A fost golgheterul Cupei Campionilor Europeni, ediția din 1961-1962, având șapte reușite pentru Boldklubben 1913. A avut și o selecție la națională.